# Conducere sub influența alcoolului sau a altor substanțe psihoactive (DUI)

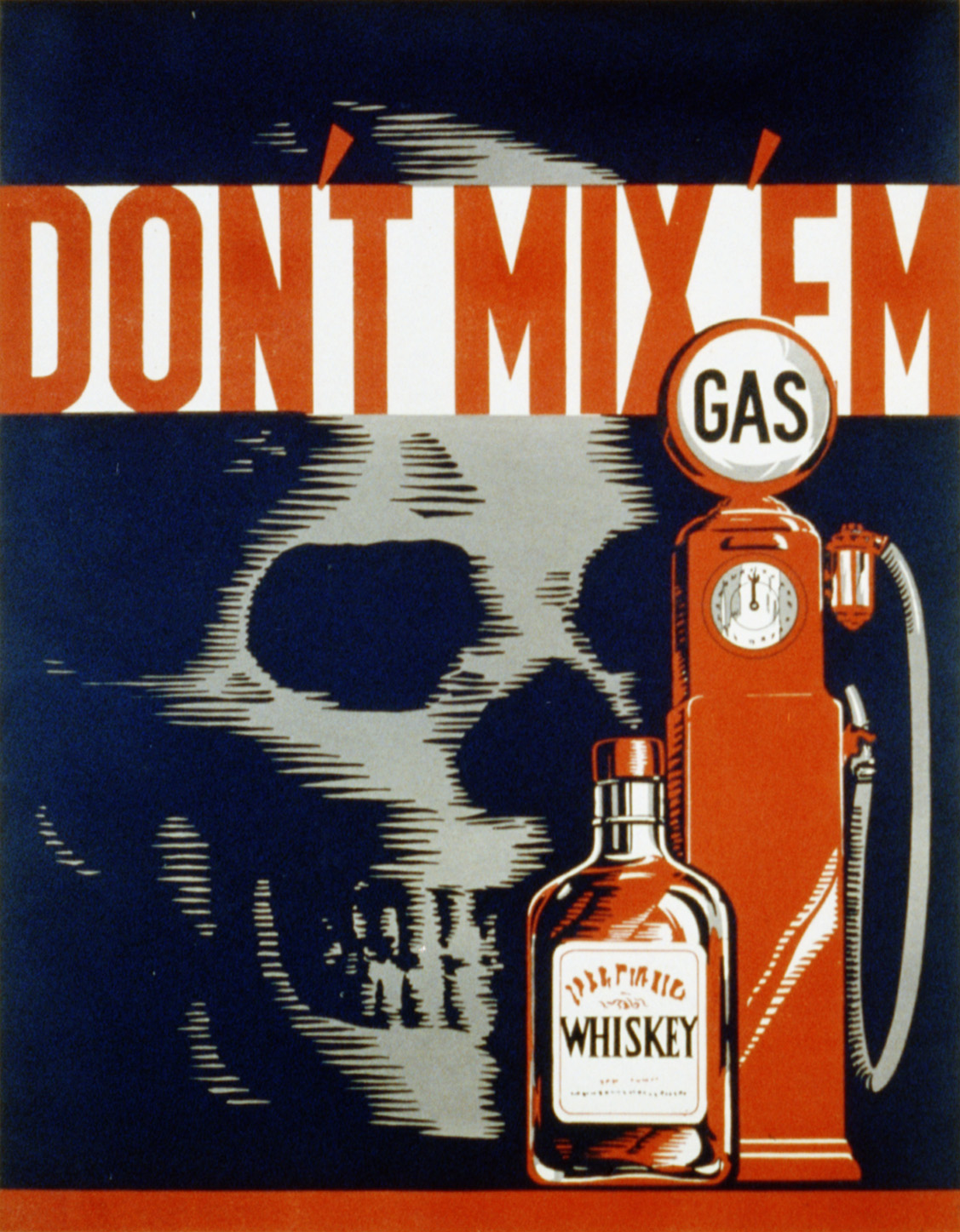
Afiș din 1937 care avertizează șoferii americani împotriva conducerii în stare de ebrietate

Conducerea sub influența alcoolului sau a altor substanțe psihoactive (în engleză DUI/Driving Under the Influence) reprezintă infracțiunea de a conduce, opera sau deține controlul asupra unui vehicul în timp ce abilitățile sunt afectate de consumul de alcool sau droguri (inclusiv droguri recreaționale și medicamente prescrise), într-o măsură care îl face pe conducătorul auto incapabil să opereze un vehicul cu motor în siguranță. În diferite jurisdicții există termeni alternativi pentru această infracțiune.

## Terminologie
Denumirea infracțiunii variază în funcție de jurisdicție și de terminologia juridică sau colocvială. În diverse țări, infracțiunea este denumită „conducere sub influența [alcoolului sau a altor droguri]” (DUI), „conducere sub influența substanțelor intoxicante” (DUII), „conducere sub efectul substanțelor psihoactive” (DWI), „conducere cu abilități afectate”, „conducere în stare de ebrietate” (DWI), „operare în stare de ebrietate” (OWI), „operare sub influență” (OUI), „operarea [unui] vehicul sub influență” (OVI), „conducere în stare de ebrietate având un vehicul în posesie” sau „depășirea limitei legale” (în Regatul Unit). Conducerea sub influența alcoolului (DUI) se referă la „conducere în stare de ebrietate”, „conducere sub influența băuturilor alcoolice” sau „consum de alcool la volan” (SUA) ori „condus sub influența băuturilor alcoolice” (Marea Britanie, Irlanda, Australia). Conducerea sub influența canabisului poate fi denumită „conducere sub influența substanțelor psihoactive”, iar infracțiunea generală legată de conducerea sub influența drogurilor poate fi denumită „conducere sub influența drogurilor” (DUID) sau „conducere sub efectul substanțelor psihoactive”.
În Statele Unite ale Americii, infracțiunea penală specifică este denumită, în general, „conducere sub influența alcoolului” (DUI), însă unele state pot folosi și alte denumiri, precum „conducere în stare de ebrietate” (DWI), „operare cu abilități afectate” (OWI) sau „operare cu abilități de conducere afectate” și „operarea unui vehicul sub influență” (OVI).

## Definiție
Această infracțiune penală nu presupune neapărat conducerea efectivă a vehiculului, ci poate include, într-un sens mai larg, faptul de a fi „în control” fizic al unei mașini în timp ce ești sub influența alcoolului, chiar dacă persoana acuzată nu se află în acel moment la volan. De exemplu, persoanele găsite pe scaunul șoferului al unei mașini, în stare de ebrietate și având asupra lor cheile mașinii, chiar dacă aceasta este staționată, pot fi acuzate de DUI în majoritatea statelor americane, deoarece se află în controlul vehiculului.
Astfel, în interpretarea termenilor DUI, DWI, OWI și OVI, câteva state,[care?] precum California, incriminează conducerea unui vehicul cu motor sub influență sau conducerea în stare de ebrietate, în timp ce altele specifică faptul că este ilegală operarea unui vehicul cu motor sub influență. Aproape toate statele[care?] permit aplicarea legilor DUI/DWI și OWI/OVI pe baza „operării și controlului” unui vehicul, în timp ce California și alte câteva state[care?] necesită „conducerea” efectivă a vehiculului. „Distincția dintre acești doi termeni este importantă, deoarece, în general, se consideră că termenul „a conduce”, așa cum este folosit în astfel de statute, desemnează, de obicei, deplasarea vehiculului într-o anumită direcție, în timp ce termenul „a opera” are o semnificație mai largă, incluzând nu doar deplasarea vehiculului, ci și acțiunile care activează mecanismul vehiculului, care, singure sau în secvență, vor pune în mișcare forța motrice a vehiculului” (State v. Graves (1977) 269 S.C. 356 [237 S.E.2d 584, 586–588, 586, fn. 8]).
Dicționarul Merriam Webster⁠(d) definește DUI (în Statele Unite ale Americii) ca: „1. actul sau infracțiunea de a conduce un vehicul sub influența alcoolului sau drogurilor; 2. o arestare sau condamnare pentru conducere sub influență; 3. o persoană care este arestată sau condamnată pentru conducere sub influență.”
Multe legi privind DUI se aplică și la motociclete, ambarcațiuni, pilotarea aeronavelor, utilizarea utilajelor agricole mobile, precum tractoare și combine, călăritul sau conducerea unui vehicul tras de cai, ciclismul sau skateboarding-ul, posibil cu un nivel de alcoolemie diferit față de conducerea autovehiculelor. În unele jurisdicții, există acuzații separate în funcție de vehiculul utilizat. De exemplu, în statul Washington, legile BUI (bicicletă sub influență) recunosc că bicicliștii intoxicați sunt susceptibili să se pună în pericol doar pe ei înșiși. Prin urmare, agenții de ordine publică sunt împuterniciți doar să protejeze ciclistul prin confiscarea bicicletei, în loc să depună acuzații de DUI.
George Smith, un taximetrist londonez, a devenit prima persoană condamnată pentru conducerea unui vehicul cu motor sub influență, pe 10 septembrie 1897, în baza dispoziției privind „conducerea în stare de ebrietate” din Legea privind licențele din 1872. A fost amendat cu 25 de șilingi, echivalentul a 179 de lire sterline în 2023.

## Alcool

Tabel din studiul din 2010 care clasifică diferite droguri (legale și ilegale) pe baza declarațiilor experților în domeniul efectelor drogurilor dăunătoare. Conform acestui studiu, alcoolul este cel mai dăunător drog în general și singurul drog mai dăunător pentru alții decât pentru consumatorii înșiși.

Conducerea în stare de ebrietate reprezintă actul de a conduce sub influența alcoolului. O creștere mică a alcoolemiei crește riscul relativ de a fi implicat într-un accident rutier. În Statele Unite, alcoolul este implicat în 30% din totalul deceselor cauzate de accidente rutiere. La nivel național, din cauza limitărilor datelor, nu se cunoaște numărul persoanelor care mor anual în accidente cu șoferi sub influența drogurilor; totuși, un studiu asupra conducătorilor auto grav răniți în accidente a constatat că 23,6% dintre aceștia aveau alcoolemie pozitivă, iar 12,2% aveau alcoolemie pozitivă exclusiv.

## Alte medicamente
Pentru conducătorii auto suspectați de conducere sub influența drogurilor, testele de depistare a drogurilor se efectuează, de obicei, în laboratoare științifice, pentru ca rezultatele să fie admisibile ca probe în instanță. Din cauza numărului mare de substanțe care afectează abilitățile de conducere, altele decât alcoolul, drogurile sunt clasificate în diferite categorii pentru a fi detectate. Conducătorii auto sub influența drogurilor prezintă semne de alterare a capacităților și în timpul testării standardizate de sobrietate pe teren; totuși, există teste suplimentare pentru a ajuta la depistarea conducerii sub influența drogurilor. În SUA, un studiu a constatat că 25,8% dintre conducătorii auto grav răniți în accidente au avut rezultate pozitive la testele pentru canabinoizi, 13,6% au avut rezultate pozitive exclusiv pentru canabinoizi, iar 24,6% au avut rezultate pozitive la testele pentru un drog altul decât alcoolul sau canabisul.

### Droguri recreaționale
Conducătorii auto care au fumat sau consumat în alt mod produse pe bază de canabis, precum marijuana sau hașiș, pot fi acuzați și condamnați pentru conducere sub influența substanțelor psihoactive în anumite jurisdicții. Un studiu din 2011 publicat în B.C. Medical Journal susține că există „dovezi clare că atât canabisul, cât și alcoolul afectează abilitățile psihomotorii necesare pentru o conducere sigură a vehiculului.” Studiul menționează că, în timp ce „conducătorii auto sub influența canabisului tind să conducă mai lent și mai precaut decât cei beți,... dovezi arată că aceștia prezintă, de asemenea, un risc mai mare de a provoca accidente decât șoferii care nu sunt sub influența drogurilor sau alcoolului.” Un studiu mai recent din 2023 a constatat că, în comparație cu alcoolul, „efectul negativ al marijuanei asupra condusului este relativ blând”, deoarece conducătorii auto care consumă canabis „conduc mai încet, evită depășirea altor vehicule și măresc distanța față de vehiculul din față.” În Canada, forțele de poliție, cum ar fi Poliția Regală Canadiană, au „agenți special instruiți pentru recunoașterea și evaluarea drogurilor (DRE) ... [care] pot detecta dacă un șofer este sau nu sub influența drogurilor, supunând suspecții la examinări fizice și teste de coordonare.” În 2014, în provincia canadiană Ontario, a fost introdus în legislatura provincială Proiectul de Lege 31, Legea de modificare a Legii privind permisele de conducere. Proiectul de Lege 31 prevede „suspendarea permisului de conducere pentru cei prinși conducând sub influența drogurilor sau a unei combinații de droguri și alcool.” Agenții de poliție din Ontario „folosesc teste standardizate de sobrietate pe teren (SFST) și evaluări de recunoaștere a drogurilor pentru a determina dacă, în opinia agentului, conducătorul auto este sub influența drogurilor.” În provincia Manitoba, un „agent poate solicita un test de coordonare fizică. În Columbia Britanică, agentul poate solicita în plus o evaluare a recunoașterii drogurilor de către un expert, care poate fi folosită ca dovadă a consumului de droguri pentru a formula acuzații suplimentare.”
În statul american Colorado, guvernul statului indică faptul că „orice cantitate de marijuana consumată vă expune riscului de a conduce sub influența substanțelor psihoactive.” Legea din Colorado stipulează că „șoferii cu cinci nanograme de tetrahidrocanabinol (THC) activ în sânge pot fi acuzați de conducere sub influență (DUI). Totuși, indiferent de nivelul de THC, agenții de ordine publică își bazează arestările pe semnele vizibile de alterare a capacităților.” În Colorado, dacă consumul de marijuana vă afectează capacitatea de a conduce, „este ilegal să conduci, chiar dacă substanța respectivă este prescrisă de către un medic sau obținută legal.”

### Medicamente pe bază de rețetă
Medicamentele eliberate pe bază de rețetă, cum ar fi opioidele și benzodiazepinele, provoacă adesea efecte secundare, precum somnolență excesivă, iar în cazul opioidelor, greață. Se crede acum că și alte medicamente eliberate pe bază de rețetă, inclusiv antiepilepticele și antidepresivele, au același efect. În ultimii zece ani, a existat o creștere a numărului de accidente rutiere, iar utilizarea medicamentelor cu prescripție medicală care afectează abilitățile de conducere este considerată un factor principal. Se așteaptă ca angajații să își informeze angajatorul atunci când li se prescriu astfel de medicamente pentru a minimiza riscul de accidente rutiere în timpul programului de lucru.
Dacă un angajat care conduce are o afecțiune medicală ce poate fi tratată cu opioide, atunci medicul acestuia trebuie informat că deplasarea cu mașina face parte din atribuțiile angajatului, iar angajatorul trebuie să fie informat că angajatul ar putea fi tratat cu opioide. Angajații nu trebuie să consume substanțe care le afectează abilitățile în timp ce conduc sau operează utilaje grele, precum stivuitoare sau macarale. Dacă angajatul trebuie să conducă, personalul medical nu ar trebui să îi prescrie opioide. Dacă angajatul urmează să ia opioide, atunci angajatorul ar trebui să îi atribuie sarcini de lucru potrivite stării sale de afectare și să nu îl încurajeze să utilizeze echipamente care necesită un nivel ridicat de siguranță.

## Testare

### Testele standardizate de sobrietate pe teren
Testele standardizate de sobrietate pe teren (FST) reprezintă o serie de teste utilizate de agenții de poliție pentru a determina dacă o persoană suspectată de conducere sub influența alcoolului sau a drogurilor se află sub influența substanțelor psihoactive. FST-urile sunt utilizate în principal în Statele Unite pentru a îndeplini cerințele privind „cauza probabilă pentru arestare” (sau echivalentul acesteia), necesare pentru susținerea unei condamnări pentru conducere sub influența alcoolului (DWI) sau a drogurilor (DUI) bazată pe un test chimic al nivelului de alcool în sânge. În SUA, testele standardizate de sobrietate pe teren sunt voluntare; cu toate acestea, anumite state impun conducătorilor auto din transportul comercial să se supună unor teste preliminare cu etilotestul (PBT).

### Programul de evaluare și clasificare a medicamentelor
Programul de Evaluare și Clasificare a Drogurilor (DEC) este conceput pentru a detecta un conducător auto sub influența drogurilor și pentru a clasifica tipurile de droguri prezente în organismul acestuia. Procedurile sunt utilizate după arestare pentru a aduna probe pentru proces, nu pentru stabilirea cauzei probabile, deoarece ar fi dificil de efectuat la locul faptei.
Dezvoltat inițial în anii 1970 de către Departamentul de Poliție din Los Angeles, California, programul DEC descompune detectarea într-un proces în 12 pași pe care un Expert în Recunoașterea Drogurilor (DRE) certificat de guvern îl poate folosi pentru a determina categoria sau categoriile de droguri sub influența cărora se află un suspect. Cei doisprezece pași sunt:
1. Testul alcoolemiei cu etilotestul
2. Interviu cu agentul care a efectuat arestarea: Acesta va consemna detalii precum vorbirea neclară, mirosul de alcool în respirație etc.
3. Evaluare preliminară
4. Evaluarea ochilor
5. Teste psihomotorii
6. Semne vitale
7. Examinări într-o cameră întunecată
8. Tonus muscular
9. Locuri de injectare (pentru injectarea heroinei sau a altor droguri)
10. Interogarea suspectului
11. Opinia evaluatorului
12. Examen toxicologic[26]

Experții DRE sunt calificați să ofere mărturii în instanță cu privire la conducerea sub influența drogurilor.
Programul DEC este recunoscut în toate cele cincizeci de state din SUA, Canada și Regatul Unit, iar formarea DRE în utilizarea procesului de evaluare în 12 pași este validată științific de studii atât de laborator, cât și de teren.

### Testare pentru canabis
În Statele Unite ale Americii, conducerea unui vehicul sub influența drogurilor, inclusiv a marijuanei, este interzisă. De exemplu, în statul Illinois, este ilegală operarea unui vehicul cu motor cu un nivel de THC de 5 nanograme sau mai mult per mililitru de sânge sau 10 nanograme sau mai mult per mililitru în alte lichide corporale. Conform acelei legi, o persoană poate fi arestată pentru conducere sub influența canabisului la orice nivel de THC, inclusiv sub limitele legale per se, dacă un agent consideră că persoana este afectată de consumul de canabis.
Efectuarea testelor cât mai curând după oprirea în trafic poate fi importantă, deoarece nivelul de THC în plasmă scade semnificativ după trecerea a una sau două ore. Multe companii dezvoltă analizoare de respirație THC pentru depistarea la locul faptei, care pot fi utilizate de poliție pentru a identifica șoferii sub influența marijuanei. Unele țări folosesc tampoane bucale pentru a testa nivelul de THC la marginea drumului; totuși, exactitatea testelor cu salivă rămâne discutabilă.

## Alte acuzații

### Punerea în pericol a copilului
În statul american Colorado, conducătorii auto sub influența substanțelor psihoactive pot fi acuzați de punerea în pericol a unui copil dacă sunt arestați pentru DUI cu minori în vehicul.

### Conducere imprudentă sub influența alcoolului
Termenul „conducere imprudentă sub influența alcoolului” este utilizat informal atunci când un șofer acceptă o negociere cu acuzarea, pledând vinovat pentru conducere imprudentă în schimbul renunțării la acuzația de conducere sub influența alcoolului. În California, șoferii nu pot fi acuzați sau arestați pentru „conducere imprudentă sub influența alcoolului”, iar singura funcție a acestei acuzații este o posibilă soluționare în urma unei negocieri cu acuzarea pentru un șofer acuzat de DUI.

### Sancțiuni
În cazul unui accident, asigurarea auto poate fi declarată automat nulă pentru șoferul aflat sub influența alcoolului; șoferul beat ar fi pe deplin responsabil pentru daune. În sistemul american, o citație pentru conducere sub influența alcoolului determină, de asemenea, o creștere semnificativă a primelor de asigurare auto.
Modelul german servește la reducerea numărului de accidente prin identificarea șoferilor inapți și revocarea permiselor până când capacitatea lor de a conduce este din nou stabilită. Evaluarea medicală-psihologică servește pentru prognozarea aptitudinii de a conduce în viitor, are o abordare interdisciplinară de bază și oferă posibilitatea de reabilitare individuală a vinovatului.

## Legi în funcție de țară
Legile privind DUI variază semnificativ de la o țară la alta, în special limitele la care o persoană este acuzată de o infracțiune. În multe țări, punctele de control pentru sobrietate (blocaje rutiere cu mașini de poliție unde conducătorii auto sunt verificați), suspendarea permiselor de conducere, amenzile și pedepsele cu închisoarea pentru persoanele condamnate pentru DUI sunt folosite ca parte a unui efort de descurajare a conducerii sub influența alcoolului sau drogurilor. În plus, multe țări au campanii de prevenție care folosesc publicitatea pentru a informa oamenii cu privire la pericolul de a conduce sub influența alcoolului sau drogurilor și la potențialele amenzi și acuzații penale. Aceste campanii descurajează conducerea sub influența alcoolului sau drogurilor și îi încurajează pe șoferi să ia taxiuri sau transportul public acasă după consumul de alcool sau droguri. În unele jurisdicții, un bar sau restaurant care servește băuturi alcoolice unui șofer aflat sub influența alcoolului poate fi tras la răspundere civilă pentru vătămările provocate de acel șofer. În unele țări, organizații nonprofit de sprijin, un exemplu binecunoscut fiind Mothers Against Drunk Driving (MADD), își desfășoară propriile campanii de publicitate împotriva conducerii sub influența alcoolului sau drogurilor.

### Conducerea sub influența alcoolului sau a drogurilor în România
Conducerea unui vehicul sub influența alcoolului sau a drogurilor este o infracțiune gravă în România, pedepsită de Codul Penal și de Codul Rutier.
Codul penal prevede că persoana care conduce un vehicul sub influența alcoolului, având o concentrație alcoolică în sânge de peste 0,80 g/l alcool pur, sau care se află sub influența substanțelor psihoactive, se pedepsește cu închisoare de la 1 la 5 ani. Pedeapsa este mai mare (închisoare de la 2 la 7 ani) dacă fapta a avut ca urmare un accident de circulație soldat cu vătămarea corporală gravă sau moartea uneia sau mai multor persoane.
Potrivit datelor statistice, în anul 2023, în România au avut loc 4.525 de accidente de circulație grave. În urma acestor accidente, 1.545 de persoane au decedat, iar 3.535 au fost rănite.

### Reglementarea federală din SUA
Departamentul pentru Transporturi al Statelor Unite (USDOT) reglementează numeroase ocupații și industrii și are o politică de toleranță zero cu privire la consumul de canabis pentru orice angajat reglementat, indiferent dacă acesta este în timpul programului de lucru sau nu. Indiferent de statutele DUI ale statului și de sancțiunile administrative DMV, deținătorului unui permis de conducere comercial (CDL) îi va fi suspendat permisul CDL timp de 1 an pentru o arestare DUI și îi va fi revocat permisul CDL pe viață dacă este ulterior arestat pentru conducere sub influența substanțelor psihoactive.